# تیریل وینگ
تیریل وینگ (انگلیسی: Tiril Udnes Weng؛ زادهٔ ۲۹ سپتامبر ۱۹۹۶) اسکی‌باز صحرانوردی اهل نروژ است.